# لورنس نيل
لورنس نيل (بالإنجليزية: Laurence Neal)‏ هو سياسي أسترالي، ولد في 18 يوليو 1947 بوانجارتا في أستراليا. حزبياً، نشط في الحزب الوطني الأسترالي. وقد انتخب عضو مجلس الشيوخ الأسترالي ‏ عن دائرة فيكتوريا (11 مارس 1980 – 30 يونيو 1981).